# 第八軍團 (美國)
美国第八集团军（英語：Eighth United States Army，简称或）通称美八军，组建于1944年，是美国陆军的一个野战军，指挥驻韩美军的所有陆军单位，司令部位于大韩民国平泽市的汉弗莱营。美八军在组建之后即投入太平洋战场以响应美军对日本的反攻，主要参与了新几内亚和菲律宾战役。二战之后作为同盟国占领军之一进驻日本。朝鲜战争爆发后，美八军作为联合国军的主要单位之一参与作战，在整个战争中扮演了重要角色。战后，美八军长期留驻韩国至今，麾下部队几经改编重组，目前主要下辖两个师和四个独立旅，此外还有若干直属部队。现任司令官为克里斯多福·拉尼夫中将。

## 历史

### 第二次世界大战
为响应美军在太平洋战场上反攻的需求，1944年6月10日，美八军组建于田纳西州的孟菲斯，由罗伯特·艾克尔伯格中将出任司令官。成立后不久，美八军即投入西南太平洋战场，用以消灭占据新几内亚和新不列颠的日本军队。在1944年12月至1945年8月间，美八军参与了对菲律宾的反攻作战。在发动了五次“胜利行动”之后，美八军攻克了相当于菲律宾陆地面积三分之二的群岛南部和中部地区。 1945年2月至4月间，美八军各级单位一共进行了14次重大两栖突击战和24次小型登陆战。在这44天的时间内，美八军平均每一天半发动一次登陆突击，因此获得了“水陆两栖的美八军”（Amphibious Eighth）的绰号。在整个战争期间，美八军共参与了60多次两栖登陆作战。
在菲律宾的作战行动仍在进行的同时，美八军参与了登陆日本本土作战的没落行动的计划准备工作。 然而，1945年8月15日大日本帝国宣布投降，美八军的任务也从作战变为占领，并随即进驻日本。1945年12月31日，在接管美国第六集团军的防区和职责后，美八军在占领军中发挥了更大的作用，其中包括日本军队的裁军，对日本非军事化和民主化的改造等任务，保障了日本的经济复苏和政治民主化。

### 韓戰

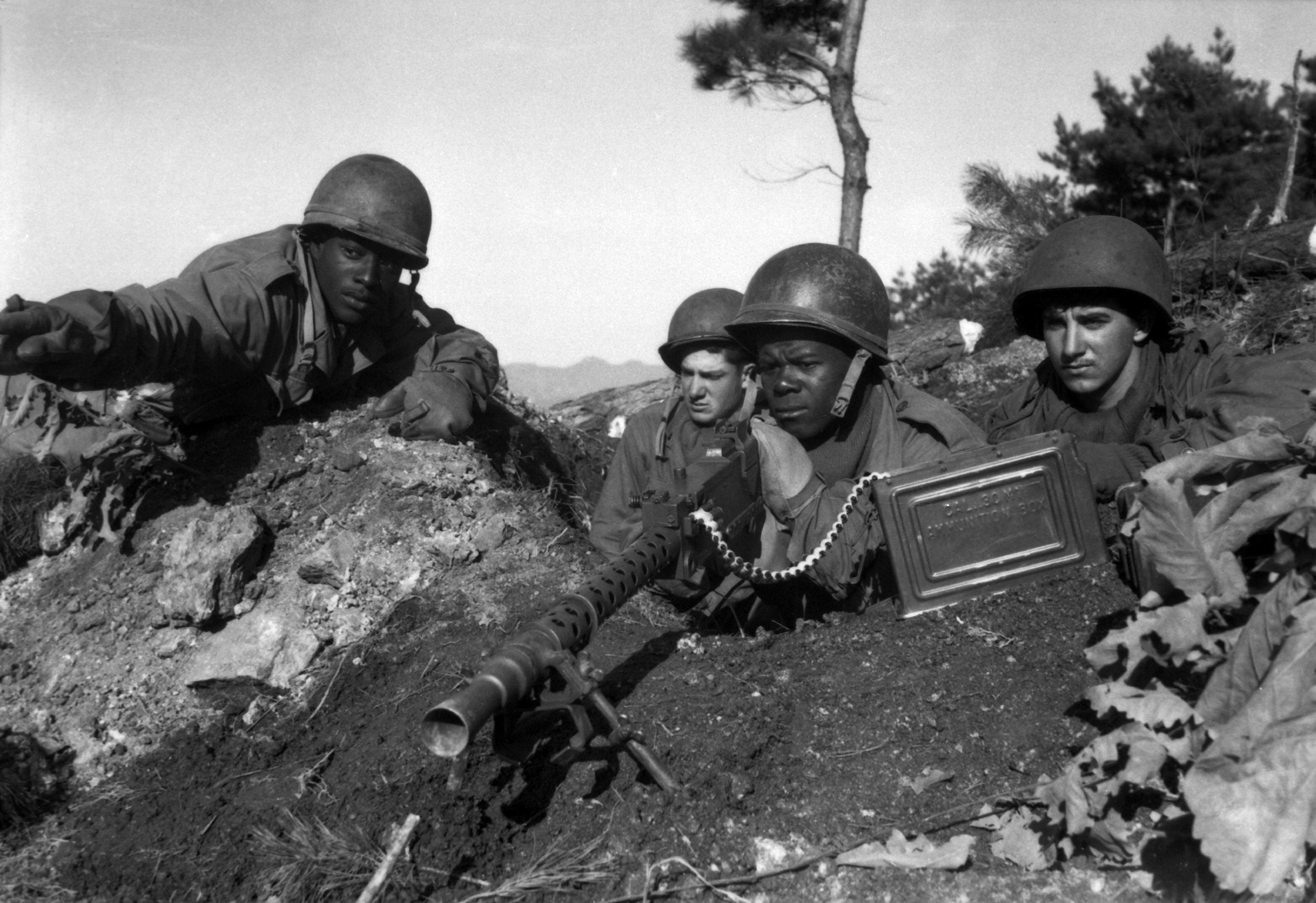
1950年11月20日，第八軍團第2步兵師在清川江戰場附近的一組機槍隊

1950年6月朝鮮人民軍進攻韓國、引發韓戰，包括韓國京師漢城（今首爾）在內的大批城鎮陸續失守。儘管美國動用海空軍打擊南下的朝鮮軍，但投入陸上部隊參戰的迫切性很快浮上檯面。為了遏止北韓攻勢，駐日美國部隊立刻用船送到韓國增援，但佔領時期訓練的欠缺和裝備的不足在此時種下惡果，以致於早到的美軍部隊被朝鮮陸軍重創。隨著第八軍團投入更多的部隊進韓國後，開始鞏固更嚴密的防衛。儘管北韓卯盡全力進攻釜山環型防禦圈，但卻與聯軍僵持成拉鋸戰。與此同時，第八軍團再次進行整頓，撤去軍團內過多的師級單位，以改善指揮鏈運作效率。同時第1軍和第9軍在美國國內恢復現役，並至韓國加入第八軍團麾下。
隨著由陸軍和海軍陸戰隊組成的第10軍登陸仁川、終結韓半島的僵勢後，朝鮮人民軍匆匆自釜山突圍北撤，而美國第八軍團和第10軍也分別沿朝鮮東西兩岸向北推進。第八軍團沿著西部的開城—沙里院北上、第10軍在朝鮮東部的元山港登陸後跟著北伐。平壤-元山戰役之後半島上大部分區域已被聯合國軍控制。但在中國人民志願軍跨過鴨綠江入朝後，猛烈攻擊韓美聯軍，第八軍團在清川江戰役中挫敗，被迫一路南撤回韓國，成為美國戰爭史上後撤距離最長的部隊。1950年12月23日，八軍團司令沃克在議政府與漢城間的一場美韓軍車相撞事故中傷重身亡，中將馬修·李奇微接管指揮權。儘管美國在朝鮮上空有制空權，而第八軍團等聯合國一方的各部隊已為了避免被圍而迅速後撤，但中國志願軍依然重擊了美軍，並攻入漢城。第八軍團內的士氣、團隊精神大幅退落，在外界眼中是一支受到重挫且渙散的敗軍。
李奇微將軍花了數個月力挽頹勢，強力推動第八軍團的戰力復元工作。重振後的第八軍團總算在原州和砥平里戰役中擋下中國的攻勢，之後並還以反擊，重新奪下漢城，並把中朝聯軍逐回三八線以北。
當李奇微取代被撤職的五星上將道格拉斯·麥克阿瑟成為聯合國軍司令官後，第八軍團交到了陸軍中將詹姆斯·范佛里特手裡。之後，朝鮮半島的局勢逐漸演變為消耗戰，戰爭雙方於1951年夏季開始在板門店協商停火事宜，但卻延宕了兩年。之後軍事分界線總算在朝鮮停戰協議中得到雙方同意，第八軍團達成了防衛大韓民國的任務。

### 休战至今

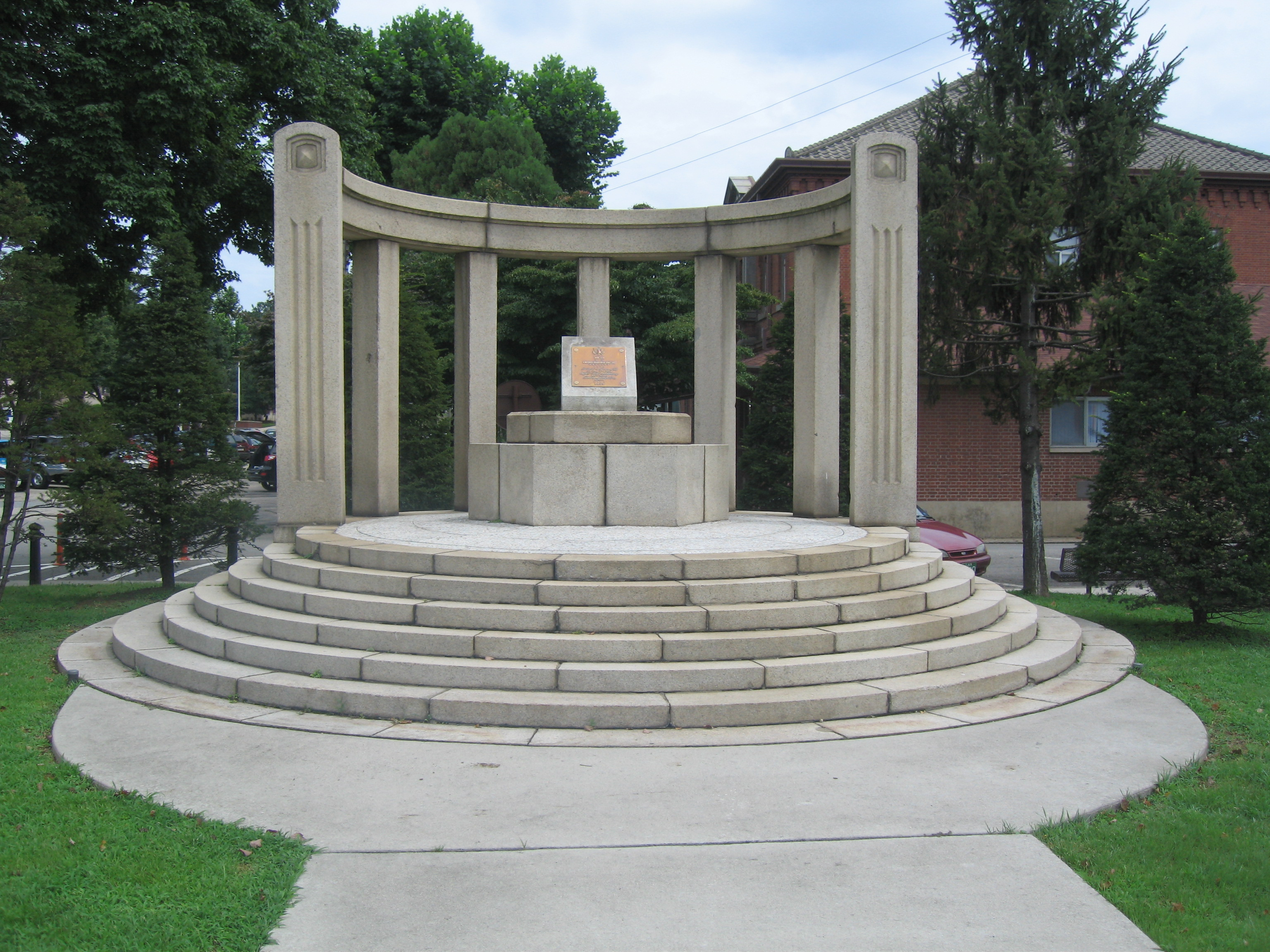
首爾龍山基地內的第八軍團紀念碑

韓戰結束後，第八軍團持續駐紮在韓國，但其下的部隊卻陸續調離朝鮮半島，改派給美國駐歐陸軍司令部管轄，或開赴越南戰場。1960年代後，只剩第7步兵師和第2步兵師組成的第1軍留在韓國給第八軍團指揮。1971年，第7師和和第1軍軍部調到美國華盛頓州的路易斯堡，第7師的防務由韓國第三野戰軍接管，美國陸軍只留下第2步兵師在南北韓非軍事區附近戒備、及支援大韓民國國軍防衛半島南部。除了牽制朝鮮人民軍對南部的行動外，第2步兵師也是韓國境內唯一配有戰術核子武器的美國陸軍單位（除此外只有美國空軍部署在韓國和沖繩的核武），接著陸軍所有的戰術核武交由空軍管理。最後，美方撤走了韓國所有的核武。
冷戰後的南北韓關係大致穩定，駐韓美軍的部署在政治上的價值已大於實際軍事用途，因為平壤當局對對韓國的任何武裝攻擊也會被視為對美軍的攻擊。但在2003年4月，宣佈了將第八軍團第2步兵師全師南遷的計劃，如此便減少了駐韓美軍的前哨防衛作用，並在韓國引發了爭論，因為第八軍團的未來在當地依然是個爭議性議題。
第八軍團設於龍山基地的司令部，預計在2019年遷到首爾南邊的平澤市漢弗萊營。
2017年7月11日，指揮駐韓美軍地面部隊的美國陸軍第八軍團司令部，從駐紮60年的首爾龍山基地，遷移至京畿道平澤基地。

## 建制

第八軍團戰鬥序列示意圖

在南太平洋作战期间集团军下辖第11军，其中包括第23、31、41、93步兵师(全黑人)以及53空降步兵团。朝鲜战争期间下辖第第1、9和10军，其中包括陆军第2、7、24、25步兵师、第1骑兵师以及陆战1师等精锐部队。此外，美八军还指挥部分韩国和英国的战斗单位。在战后几十年间，美八军数度重组改编。：

### 1989年時的部隊編制
下列為美國第八軍團在1989年時的部隊編制（和平時期）：
- 美國第八軍團（Eighth Army），位於漢弗萊營（韓國平泽）
  - 集團軍司令部及本部營（Headquarters and Headquarters Battalion）
    -  联合警卫营（UNC Security Battalion），（板门店）

  -  第2步兵師（2nd Infantry Division），凱西營（平泽）
    -  第17戰鬥航空旅（17th Aviation Brigade），康尼爾營（首爾）
      - 第1營（1st Battalion），隸屬第501航空隊（501st Aviation）（突擊），裝備UH-60A黑鷹直升機
      - 第2營（2nd Battalion），第501航空隊（501st Aviation），裝備CH-47D契努克直升機
      - 第4營（4th Battalion）佩奇營（春川），第501航空隊（501st Aviation）（攻擊），裝備AH-1F眼鏡蛇攻擊直升機及OH-58C奇奧瓦偵察直升機
      - 第5營（5th Battalion），第501航空隊（501st Aviation）（攻擊），裝備AH-1F眼鏡蛇攻擊直升機及OH-58C奇奧瓦偵察直升機

    - 師屬砲兵旅（Division Artillery），斯坦利營（議政府）
      - 總部及本部連（Headquarters and Headquarters Company）
      - 第1營（1st Battalion），隸屬第4野戰砲兵團（4th Field Artillery），裝備24門155mm M198榴彈砲
      - 第8營（8th Battalion），隸屬第8野戰砲兵團（8th Field Artillery），裝備24輛M109A3自走砲
      - 第1營（1st Battalion），隸屬第15野戰砲兵團（15th Field Artillery），裝備24輛M109A3自走砲
      - 第6營（6th Battalion），隸屬第37野戰砲兵團（37th Field Artillery），裝備12輛203mmM110A2自走砲及9輛M270多管火箭系統
      - 砲台F（Battery F），第26野戰砲兵團（26th Field Artillery）
      - 砲台B（Battery B），第32野戰砲兵團（32nd Field Artillery），裝配MGM-52戰術飛彈（搭載W70-3核彈頭）
      - 砲台C（Battery C），第94野戰砲兵團（94th Field Artillery），裝備9輛M270多管火箭系統

    - 師屬支援指揮部（Division Support Command），凱西營（平泽）
      - 總部及本部連（Headquarters and Headquarters Company）
      - 第2醫療營（2nd Medical Battalion）
      - 第2補給和運輸營（2nd Supply & Transportation Battalion）
      - 第296前線支援營（296th Support Battalion (Forward)），（1989年10月16日啟用）
      - 第702維修營（702nd Maintenance Battalion）
      - C連（Company C）（航空中級維修），斯坦利營（議政府）

    - 第5防空砲兵團（5th Air Defense Artillery），裝備MIM-72/M48欉樹飛彈、M163對空自走砲、FIM-92刺針便攜式防空飛彈
    - 第2工兵營（2nd Engineer Battalion），城堡營（東豆川）
    - 第122通信營（122nd Signal Battalion），凱西營（平泽）
    - 第102軍事情報營（102nd Military Intelligence Battalion）
    - 第2憲兵連（2nd Military Police Company）
    - 第4化學兵連（4th Chemical Company）
    - 第2步兵師樂隊（2nd Infantry Division Band）

  -  第1通信旅（1st Signal Brigade）， 漢弗萊營（平泽）
    - 總部及本部連（Headquarters and Headquarters Company）
    - 第36通信營（36th Signal Battalion）
    - 第41通信營（41th Signal Battalion）
    - 第304通信營（304th Signal Battalion）
    - 第307通信營（307th Signal Battalion）
    - 第257通信營（257th Signal Battalion），科爾伯恩營（首爾）

  -  第8憲兵旅（8th Military Police Brigade），康尼爾營（首爾）
    - 總部及本部連（Headquarters and Headquarters Company）
    - 第94憲兵營（94th Military Police Battalion）
    - 第728憲兵營（728th Military Police Battalion）

  -  第501軍事情報旅（501st Military Intelligence Brigade）
    - 總部及本部支隊（Headquarters and Headquarters Detachment）
    - 第3軍事情報營（3rd Military Intelligence Battalion）， 漢弗萊營（平泽）
    - 第524軍事情報營（524th Military Intelligence Battalion）
    - 第532軍事情報營（532th Military Intelligence Battalion），（電子戰）
    - 第751軍事情報營（751th Military Intelligence Battalion），（反情報）

  -  第18醫療司令部（18th Medical Command）（以下和平時期名單不完整）
    - 總部及本部支隊（Headquarters and Headquarters Detachment）
    - 第52醫療營（52nd Medical Battalion）
    - 第121戰鬥支援醫院（121st Combat Support Hospital），位於漢弗萊營（平泽）

  -  第19支援司令部（19th Support Command），大邱（以下和平時期名單不完整）
    - 總部及本部連（Headquarters and Headquarters Company）
    - 特種部隊營（Special Troops Battalion）
    - 第20地區支援大隊（20th Area Support Group），亨利營（大邱）
      - 總部及本部連（Headquarters and Headquarters Company）

    - 第23地區支援大隊（20th Area Support Group）
      - 總部及本部連（Headquarters and Headquarters Company）
      - 第194維修營（194th Maintenance Battalion）
      - 第227維修營（227th Maintenance Battalion）
      - A連（Company A），第501航空隊（501st Aviation）第3營（航空中級維修）

    - 龍山警備區第25交通中心（25th Transportation Center），（行動管制）
      - 第21運輸連（21st Transportation Company），（指揮運輸），龍山基地
      - 第46運輸連（46th Transportation Company），卡羅爾營

    - 第34地區支援大隊（34th Area Support Group），首爾
      - 總部及本部連（Headquarters and Headquarters Company）

    - 第501軍支援大隊（501st Corps Support Group），紅雲營（南北韓非軍事區）
      - 總部及本部連（Headquarters and Headquarters Company）

  - 第8人事司令部（8th Personnel Command）
    - 第516人事勤務連（516th Personnel Service Company）

  - 第175金融中心（175th Finance Center）
    - 第176財政支援單位（176th Finance Support Unit）
    - 第177財政支援單位（177th Finance Support Unit）

  - 第23化學兵營（23rd Chemical Battalion）
  - 第44重裝戰鬥工兵營（44th Engineer Battalion (Combat)(Heavy)）
  - 第8軍樂隊（8th Army Band）

## 歷任司令
| 照片 | 姓名                   | 軍階     | 任期開始       | 任期結束       |
| ---- | ---------------------- | -------- | -------------- | -------------- |
|      | 羅伯特·艾克爾伯格      | 陸軍中將 | 1944年1月1日   | 1948年8月4日   |
|      | 沃爾頓·沃克            | 陸軍中將 | 1948年8月4日   | 1950年12月23日 |
|      | 法蘭克·米爾本 （代理） | 陸軍中將 | 1950年12月23日 | 1950年12月25日 |
|      | 馬修·李奇微            | 陸軍中將 | 1950年12月25日 | 1951年         |
|      | 詹姆斯·范弗里特        | 陸軍中將 | 1951年         | 1953年2月11日  |
|      | 馬克斯維爾·泰勒        | 陸軍中將 | 1953年         | 1955年         |
|      | 李曼·雷姆尼澤          | 陸軍中將 | 1955年3月      | 1957年         |
|      | 艾薩克·懷特            | 陸軍中將 | 1957年         | 1959           |
|      | 卡特·麥格魯德          | 陸軍中將 | 1961年         | 1963年         |
|      | 漢密爾頓·豪茨          | 陸軍中將 | 1963年8月1日   | 1965年6月15日  |
|      | 德懷特·比其            | 陸軍中將 | 1965年         | 1966年         |
|      | 查爾斯·幫尼斯迪爾三世  | 陸軍中將 | 1966年         | 1969年         |
|      | 約翰·麥克里斯          | 陸軍中將 | 1969年         | 1972年         |
|      | 約翰·維西              | 陸軍中將 | 1976年         | 1978年11月6日  |
|      | 约翰·威克姆            | 陸軍中將 | 1979年         | 1982年         |
|      | 羅伯特·森納瓦德        | 陸軍中將 | 1982年         | 1984年         |
|      | 威廉·利弗西            | 陸軍中將 | 1984年6月1日   | 1987年6月25日  |
|      | 路易斯·梅尼特里        | 陸軍中將 | 1987年6月25日  | 1990年6月26日  |
|      | 羅伯特·里斯卡西        | 陸軍中將 | 1990年6月26日  | 1992年         |
|      | 愛德文·布巴            | 陸軍中將 | 1992年         | 1993年         |
|      | 查爾斯·坎貝爾          | 陸軍中將 | 2002年11月6日  | 2006年4月10日  |
|      | 大衛·瓦庫特            | 陸軍中將 | 2006年4月11日  | 2008年2月17日  |
|      | 喬瑟夫·菲爾            | 陸軍中將 | 2008年2月18日  | 2010年11月8日  |
|      | 約翰·強生              | 陸軍中將 | 2010年11月9日  | 2013年6月26日  |
|      | 伯納德·尚普            | 陸軍中將 | 2013年6月27日  | 2016年2月2日   |
|      | 托马斯·范达尔          | 陸軍中將 | 2016年2月2日   | 2018年1月5日   |
|      | 迈克尔·比尔斯          | 陸軍中將 | 2018年1月5日   | 2020年10月2日  |
|      | 威拉德·伯尔森三世      | 陆军中将 | 2020年10月2日  | 至今           |